# Raven Black Night
Raven Black Night ist eine australische Epic-Doom- und Heavy-Metal-Band aus Adelaide, die 1999 gegründet wurde.

## Geschichte
Die Band wurde Ende 1999 von dem Gitarristen und Sänger Jim „The White Knight“ Petkoff und dem Gitarristen Rino „The Raven“ Amoriono gegründet. Kurze Zeit später ergänzten der Sänger und Bassist Matt „The Black Night“ Spencer und der Schlagzeuger Jeremy „The Godfather“ die Besetzung. Im Jahr 2000 erschien ein erstes Demo, nach dessen Veröffentlichung Jeremy die Gruppe verließ und durch Adrian the Jester ersetzt wurde. Nach der Gründung folgten zudem die ersten Auftritte in ihrer Heimatstadt sowie von 2003 bis 2006 in ganz Australien. Ende 2002 verließ Adrian the Jester die Besetzung und wurde, nachdem Ben „The Dragon's Breath“ „The Earl of Darkness Below“ Sheehan diesen Posten für ein paar Monate übernommen hatte, durch Joe „The Duke“ Toscano ersetzt. In dieser Besetzung folgten Konzerte in Sydney und Auftritte bei verschiedenen Festivals. Im Dezember 2005 erschien das Debütalbum Choose the Dark. Ende 2006 verließen Toscano und Spencer die Gruppe, als Ersatz stießen der Sänger und Bassist Paul „The Dead Knight“ Hodgey und der wiederkehrende Sheehan hinzu. 2007 war die Gruppe in Deutschland auf dem Headbangers Open Air zu sehen. In den folgenden Jahren hielt die Band weitere Touren ab und war auf verschiedenen Festivals zu sehen, wie etwa der Hard 'n Heavy's Summernight oder im Hamburg Ballroom. 2010/2011 wurde zu Petkoff, Amorino und dem Bassisten Chris „The Dark“ Dorian Kokiousis der Schlagzeuger Matt Enright hinzugefügt, um mit den Aufnahmen zu einem weiteren Album zu beginnen. Im Mai 2012 unterzeichnete die Band einen Plattenvertrag bei Metal Blade Records. Hierüber wurde im folgenden Jahr das Album Barbarian Winter veröffentlicht.

## Stil
Laut Brian Fischer-Giffin in seiner Encyclopedia of Australian Heavy Metal spiele die Gruppe Doom Metal im Stil von Candlemass und verarbeite auch Einflüsse von klassischem Metal und klassischem Rock der 1970er Jahre. Matthias Mineur vom Metal Hammer schrieb in seiner Rezension zu Barbarian Winter, dass die Band durch frühe Iron Maiden, Judas Priest und Saxon beeinflusst klingt. Der Gesang erinnere an den von Geoff Tate, wobei es auch gelegentlich „grell-nervige Schreie“ im Stil von King Diamond gebe. Der Sound sei bewusst auf Retro getrimmt, ergebe jedoch einen „diffus-nebulöse[n] Mix“.

## Diskografie
- 2000: Demo 2000 (Demo, Eigenveröffentlichung)
- 2002: Morbid Gladiator Demo (Demo, Eigenveröffentlichung)
- 2005: Choose the Dark (Album, Eigenveröffentlichung)
- 2007: Return of the Metal Martyrs (Demo, Eigenveröffentlichung)
- 2013: Barbarian Winter (Album, Metal Blade Records)